# Exílio de Ovídio

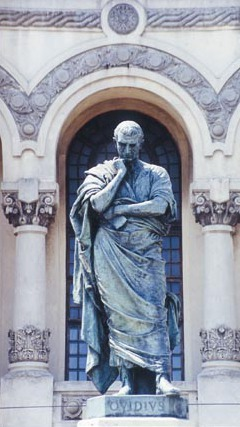
Estátua de Ovídio em Constança/Tômis, a cidade onde ele morreu

O exílio de Ovídio é um dos maiores mistérios da antiguidade clássica. Tradicionalmente é sabido que aconteceu no ano 8 d.C. quando o poeta foi banido de Roma para Tômis, localizada na foz do rio Danúbio, perto do Mar Negro (hoje a cidade romena de Constança), por decreto de Augusto (r. 27 a.C.-14 d.C.) por uma razão nunca esclarecida em definitivo.
O próprio Ovídio apresenta algumas possíveis razões para seu exílio, como a "imoralidade" de sua obra Ars Amatoria e um certo "erro" que teria cometido, nunca explicitado.
Tanto o próprio exílio de Ovídio quanto os textos que lá escreveu têm sido explorados de várias formas diferentes desde a Antiguidade, servindo como uma influência para escritores latinos que também experimentaram o exílio, tais como Sêneca e Boécio, e como um ponto central de referência para fantasias da Idade Média sobre o exílio, passando ao romantismo e sua tendência a teorizar sobre o gênio incompreendido, até os dias atuais. O tópico emerge tanto como uma tentativa da história de avaliar a política na época de Augusto quanto investigar a visão acadêmica do significado dos poemas do exílio, e se o exílio não é uma farsa e meramente um jogo literário.